# Заслуженный штурман-испытатель СССР
Заслуженный штурман-испытатель СССР — почётное звание, присваиваемое штурманам-испытателям 1-го класса авиационной промышленности и Министерства обороны СССР за многолетнюю творческую работу в области лётных испытаний и исследований новой авиационной техники, существенно способствующую прогрессу отечественной авиации.
Присваивался Президиумом Верховного Совета СССР по представлению Министра авиационной промышленности СССР или Министра обороны СССР. Лицам, удостоенным звания «Заслуженный штурман-испытатель СССР» вручалась грамота Президиума Верховного Совета СССР и нагрудный знак установленного образца, носимый на правой стороне груди, над орденами СССР (при их наличии).
Лишение почётного звания «Заслуженный штурман-испытатель СССР» могло быть произведено только Президиумом Верховного Совета СССР (по представлению суда, Министра обороны СССР или Министра авиационной промышленности СССР).

## Первые кавалеры
Первыми кавалерами почётного звания «Заслуженный штурман-испытатель СССР» 7 октября 1959 года стали: 
- Зацепа, Николай Степанович (1921—1990)
- Попцов, Фёдор Макарович;
- Уваркин, Серафим Митрофанович.

## История
- Установлено Указом Президиума Верховного Совета СССР от 14 августа 1958 года;
- Подтверждено Указом Президиума Верховного Совета СССР от 22 августа 1988 года;
- 20 февраля 1992 года Законом Российской Федерации установлено почётное звание Заслуженный штурман-испытатель Российской Федерации